# Anomala nigrovaria
Anomala nigrovaria är en skalbaggsart som beskrevs av Gilbert John Arrow 1917. Anomala nigrovaria ingår i släktet Anomala och familjen Rutelidae. Inga underarter finns listade i Catalogue of Life.